# Southern Football League 1943-1944
Navigation
Édition précédente Édition suivante
La saison 1943-1944 de la Southern Football League est la quatrième édition de cette compétition créée pendant la Seconde Guerre mondiale pour compenser l'arrêt de la Scottish Football League.

## Classement
Le classement est établi sur le barème de points classique (victoire à 2 points, match nul à 1, défaite à 0).
Pour départager les égalités, on tient d'abord compte de la différence de buts générale puis du nombre de buts marqués. Il n'y a pas de division inférieure et donc pas de relégation.
| Rang | Équipe              | Pts | J  | G  | N | P  | Bp | Bc  | Diff |
| ---- | ------------------- | --- | -- | -- | - | -- | -- | --- | ---- |
| 1    | RangersT            | 50  | 30 | 23 | 4 | 3  | 90 | 27  | +63  |
| 2    | Celtic              | 43  | 30 | 18 | 7 | 5  | 71 | 43  | +28  |
| 3    | HibernianL          | 38  | 30 | 17 | 4 | 9  | 72 | 54  | +18  |
| 4    | Heart of Midlothian | 35  | 30 | 14 | 7 | 9  | 67 | 50  | +17  |
| 5    | MotherwellC         | 32  | 30 | 12 | 8 | 10 | 69 | 53  | +16  |
| 6    | Dumbarton           | 32  | 30 | 13 | 6 | 11 | 54 | 58  | -4   |
| 7    | Clyde               | 31  | 30 | 13 | 5 | 12 | 62 | 58  | +4   |
| 8    | Morton              | 30  | 30 | 12 | 6 | 12 | 63 | 61  | +2   |
| 9    | Hamilton Academical | 29  | 30 | 13 | 3 | 14 | 80 | 88  | -8   |
| 10   | Partick Thistle     | 27  | 30 | 11 | 5 | 14 | 62 | 66  | -4   |
| 11   | Queen's Park        | 26  | 30 | 10 | 6 | 14 | 64 | 75  | -11  |
| 12   | Falkirk             | 25  | 30 | 10 | 5 | 15 | 79 | 80  | -1   |
| 13   | Saint Mirren        | 25  | 30 | 9  | 7 | 14 | 58 | 78  | -20  |
| 14   | Airdrieonians       | 23  | 30 | 9  | 5 | 16 | 54 | 72  | -18  |
| 15   | Third Lanark        | 17  | 30 | 7  | 3 | 20 | 60 | 100 | -40  |
| 16   | Albion Rovers       | 17  | 30 | 7  | 3 | 20 | 43 | 85  | -42  |

Abréviations
T : Tenant du titre

C : Vainqueur de la Summer Cup 1943-44

L : Vainqueur de la Southern League Cup 1943-44